# 科爾克普克羅山
11°58′22″S 76°1′20″W / 11.97278°S 76.02222°W
科爾克普克羅山（Colquepucro），是秘魯的山峰，位於該國中南部利馬大區，處於科里瓦西山和帕里亞卡卡山東北面，屬於安第斯山脈中帕里亞卡卡山脈的一部分，海拔高度5,658米。